# Salpingogaster cochenillivorus
Salpingogaster cochenillivorus är en tvåvingeart som först beskrevs av Guerin-meneville 1848.  Salpingogaster cochenillivorus ingår i släktet Salpingogaster och familjen blomflugor. Inga underarter finns listade i Catalogue of Life.